# Nederlands kampioenschap halve marathon 1995
Het Nederlands kampioenschap halve marathon 1995 vond plaats op 22 juli 1995. Het was de vierde keer dat de Atletiekunie een wedstrijd organiseerde met als inzet de nationale titel op de halve marathon (21,1 km). De wedstrijd vond plaats in Amersfoort.
Nederlands kampioen halve marathon bij de mannen werd Getaneh Tessema. Hij bezat weliswaar niet de Nederlandse nationaliteit, maar woonde twee jaar in Nederland en was lid van de KNAU, hetgeen voldoende was om de titel te winnen. Zijn landgenoot Tekeye Gebrselassie werd tweede. Snelste Nederlander was Marco Gielen met een finishtijd van 1:03.28 en een derde plaats overall. Bij de vrouwen was Anne van Schuppen het sterkste; zij won de wedstrijd en hiermee de nationale titel in 1:13.09.

## Uitslagen

### Mannen
| rang   | naam                 | land | tijd    | NK     |
| ------ | -------------------- | ---- | ------- | ------ |
| Goud   | Getaneh Tessema      | ETH  | 1:03.01 | Goud   |
| Zilver | Tekeye Gebrselassie  | ETH  | 1:03.22 | Zilver |
| Brons  | Marco Gielen         | NED  | 1:03.28 | Brons  |
| 4      | Luc Krotwaar         | NED  | 1:03.30 | 4e     |
| 5      | Terje Naess          | NOR  | 1:04.18 |        |
| 6      | Tadesse Woldemeskle  | ETH  | 1:04.19 | 5e     |
| 7      | Peter van der Velden | NED  | 1:04.21 | 6e     |
| 8      | Ronald Schut         | NED  | 1:04.25 | 7e     |
| 9      | Peter van Egdom      | NED  | 1:05.56 | 8e     |

### Vrouwen
| rang   | naam              | land | tijd    |
| ------ | ----------------- | ---- | ------- |
| Goud   | Anne van Schuppen | NED  | 1:13.09 |
| Zilver | Kristijna Loonen  | NED  | 1:14.19 |
| Brons  | Wilma van Onna    | NED  | 1:14.08 |
| 4      | Marjan Freriks    | NED  | 1:15.05 |
| 5      | Erika Souverijn   | NED  | 1:15.58 |
| 6      | Daisy Hombergen   | NED  | 1:16.02 |
| 7      | Mieke Aanen       | NED  | 1:16.35 |
| 8      | Barbara Kamp      | NED  | 1:16.47 |

1992 · 
1993 · 
1994 · 
1995 · 
1996 · 
1997 ·
1998 ·
1999 · 
2000 · 
2001 · 
2002 · 
2003 · 
2004 · 
2005 · 
2006 · 
2007 · 
2008 · 
2009 · 
2010 · 
2011 · 
2012 · 
2013 · 
2014 · 
2015 · 
2016 ·
2017 ·
2018 ·
2019 ·
2022 ·
2023